# Leibfiaker Bratfisch
Leibfiaker Bratfisch, in Deutschland auch unter den Titeln Das Geheimnis von Mayerling und Die Tragödie eines Prinzen vertrieben, ist ein österreichisches Historienfilmdrama aus den Jahren 1919 und 1924/25 nach tatsächlichen Vorgängen des Jahres 1889.

## Handlung
Der Leibfiaker Josef Bratfisch erinnert sich an seinen Herrn, den Kronprinzen von Österreich-Ungarn, Rudolf, und seine verhängnisvolle Kutschfahrt zum Jagdschloss Mayerling, in dem der Kronprinz erst seine Geliebte, die 17-jährige Mary Vetsera, und anschließend sich selbst erschoss.
In der Rahmenhandlung steht der alte Kutscher selbst im Mittelpunkt des Geschehens: Nach dem Tode seines Herrn zog er sich ins Privatleben zurück und musste sich fortan allen möglichen Avancen journalistischer Anfragen erwehren, sich zu Rudolf, Mary Vetsera und jener verhängnisvollen Nacht im Januar 1889 zu äußern. Bei einem Überfall durch einen Dieb wird Bratfisch schwer verwundet. Daraufhin schenkt ihm ein amerikanischer Journalist einen größeren Geldbetrag, der angesichts der Veröffentlichung von Bratfischs Erinnerungen ohnehin für ihn reserviert war. Mit diesem kleinen Vermögen wird es Bratfischs Tochter ermöglicht, endlich ihren Geliebten, einen Fabrikantensohn, zu heiraten.

## Produktionsnotizen
Leibfiaker Bratfisch fußt in weiten Teilen auf Szenen eines 1919 von der österreichischen Zensur verbotenen Mayerling-Films. Später wurden weitere Szenen (die der Rahmenhandlung), vor allem die rund um Josef Bratfisch, nachgedreht und das Gesamtmaterial zu dem vorliegenden Film zusammengefügt. Dieser Streifen erlebte am 20. März 1925 seine Uraufführung. Der fünfaktige Film besaß eine Länge von etwa 2200 Metern und wurde mit Jugendverbot belegt.

## Kritik
Wiens Neue Freie Presse berichtete in ihrer Ausgabe vom 24. März 1925: „Natürlich wird das Geheimnis von Mayerling in diesem Film (…) nicht enthüllt. Für jeden Fall muß zugegeben werden, daß der Film sehr geschickt gemacht ist und ein fesselndes Zustandsbild aus dem Wien der achtziger Jahre und in der zweiten Hälfte aus einem um 20 Jahre jüngeren Wien, entrollt, das freilich uns Heutigen gleichfalls den Eindruck des längst Verrauschten macht. Sehr gut und liebevoll gesehene Typen bevölkern diesen Film, dessen volksstückhafte Handlung durch eine klug gewählte, aus den berühmtesten Alt-Wiener Liedern und Tanzweisen zusammengestellte Begleitmusik wirksam untermalt wird. Die Darstellung ist ganz ausgezeichnet. Zumal Georg Kundert als Bratfisch ist echt bis in die kleinste Nuance. Eugen Neufeld als Kronprinz Rudolf spielt gleichfalls famos und hat sich eine frappierend täuschende Rudolf-Maske zurechtgelegt.“
In Paimann’s Filmlisten ist zu lesen: „Was die qualitative Seite des Bildes betrifft, ist das Sujet der Rahmenhandlung sehr ansprechend, mit zweifellos gelungenen Attacken auf die Rührdrüsen und durchaus spannend inszeniert. Die Darstellung ist passabel, die Photos gut. Gegen die Szenen des alten Films sind hauptsächlich Fehler in den Masken und photographische Unvollkommenheiten einzuwenden, was aber, da sie in der Minderzahl sind, weniger ins Gewicht fällt.“